# Railway Gazette International
Railway Gazette International es una revista mensual ferroviaria internacional dirigida a una audiencia mundial. Entre los temas que cubre la revista se incluyen la política, negocios, finanzas, tecnología, tranvía, metro reportaje especial de un tema de actualidad. 
Railway Gazette International en sus informes periódicos sobre la  Alta Velocidad en el mundo.

## Historia
El magazín fue publicado por primera vez en 1835. Railway Gazette International forma parte de DVV Media UK, localizado en Londres. 